# Rue François-Vernay
La rue François-Vernay est une rue en partie pavée du quartier Saint-Paul dans le Vieux Lyon, en France. D'orientation est-ouest, elle relie la place Fousseret et la place Saint-Paul dans le 5e arrondissement de Lyon.

## Origine du nom
Le nom de la rue est dédié à François Vernay, peintre impressionniste né à Lyon 1er novembre 1821 et mort dans cette même ville le 7 septembre 1896. Il est attribué à cette nouvelle rue le 9 août 1909 (délibération municipale).

## Histoire
Cette voie est issue du remodelage du quartier Saint Paul dès la fin du XIXe siècle avec la construction de la Gare Saint-Paul. 

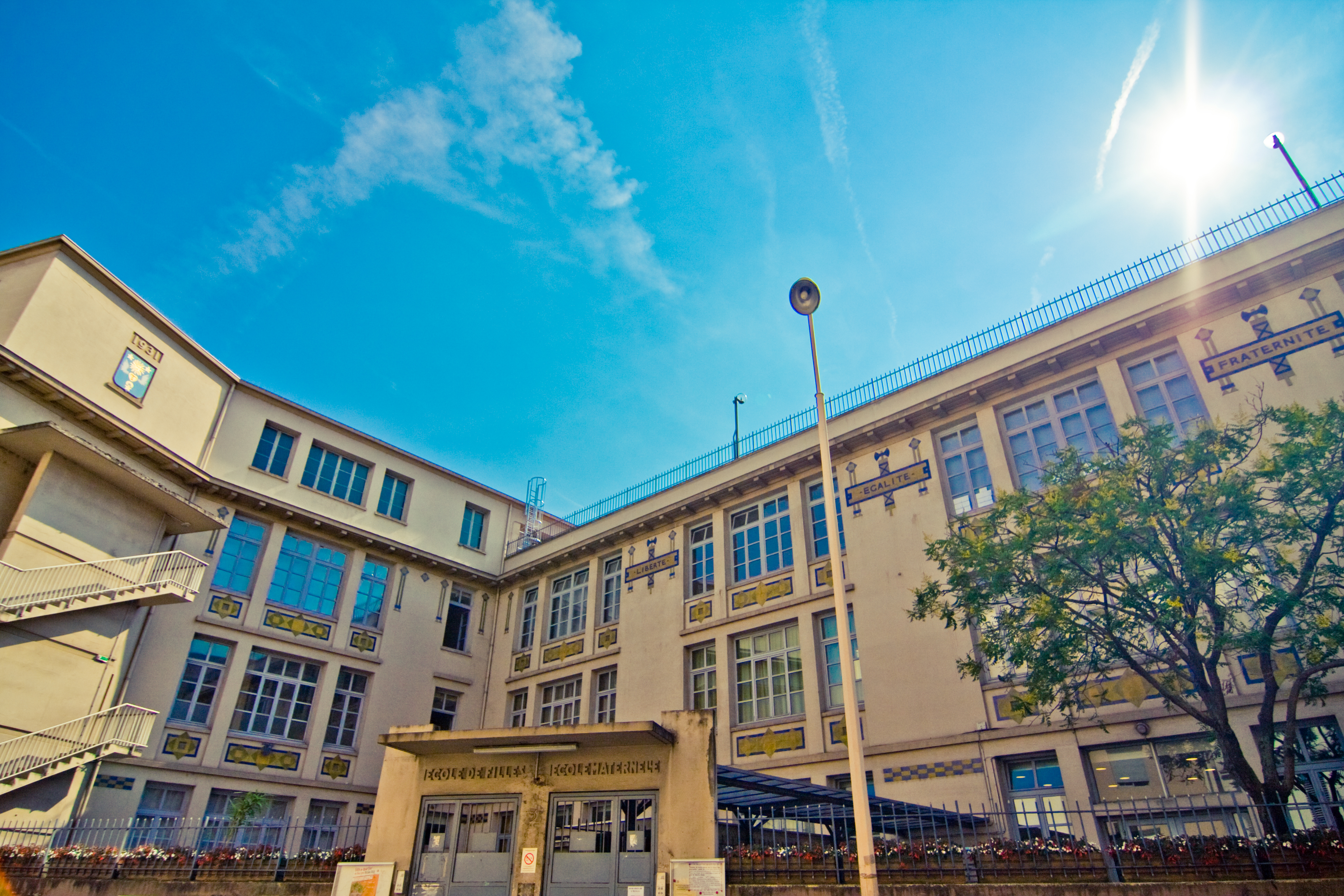
L'école Jean Gerson, construite en 1931.

## Édifices
L'école du quartier se trouve dans cette rue.

## Accessibilité
Ce site est desservi par les stations de métro Hôtel de Ville - Louis Pradel et Vieux Lyon - Cathédrale Saint-Jean.
- Ligne forte C3
- Lignes de bus C14, C19, C20 et 31
- Navette fluviale Vaporetto
- Stations Vélo'v : Saint Paul (Gare) - Place Fousseret (Angle quai de Bondy) - Place Gerson (proche Quai Pierre Scize)